# Sam pośród swoich
Sam pośród swoich – polski film wojenny z 1985 roku w reżyserii Wojciecha Wójcika. Zdjęcia kręcono w Toruniu i w okolicach Ełku: w Sypitkach (młyn, centrum wsi), Ostrymkole (sceny po finalnej walce pod kościołem) i na obrzeżach Ełku (zasadzka na samochód w lesie).

## Fabuła
Rok 1946. Stacjonujący w małym prowincjonalnym garnizonie porucznik Kmita zostaje przyjęty do klasy maturalnej miejscowego liceum. Nocą podczas treningu bokserskiego jest świadkiem aresztowania kapitana Lenczaka „Żbika” – dowódcy partyzantki, u którego wcześniej służył. Podczas walki Kmita nokautuje Dolaka i bije sędziego. By uciszyć skandal, porucznik zostaje wysłany w teren. Ma podzielić i rozdać chłopom ziemię zabraną przez Niemców na poligon.
Rozdział przebiega bardzo sprawnie, mimo fałszywego telefonu, który okazał się zasadzką ormowców. Po wykonaniu zadania dowiaduje się, że Lenczak uciekł. W szkole Kmita spotyka Dankę – dawno poznaną dziewczynę. Kmita staje się świadkiem zamachu na ubeka. Porucznik dostaje rozkaz wyjazdu z grupą ochronno-propagandową na zbliżające się wybory.

## Obsada aktorska
- Jan Jankowski – porucznik Andrzej Kmita „Babinicz”
- Jolanta Mielech – Danka Sobieska
- Artur Barciś – Pielarz
- Janusz Bukowski – Klapas, dyrektor liceum
- Piotr Dejmek – plutonowy Garbowski
- Marek Frąckowiak – kapitan Lenczak „Żbik”
- Piotr Grabowski – Hubert Pyzik
- Bożena Dykiel – żona gospodarza
- Beata Paluch – Haneczka
- Andrzej Krukowski – porucznik Jan Iżykowski
- Jerzy Zygmunt Nowak – ojciec Haneczki
- Stanisław Michalski – dowódca pułku
- Jerzy Trela – kapitan, oficer polityczny pułku
- Wiesław Wójcik – sekretarz gminy
- Hanna Bieluszko – Truda
- Alicja Cichecka – matka Haneczki
- Jacek Domański – ubek
- Leszek Drogosz – bokser Janusz Dolak
- Marian Dziędziel – prezes miejscowego PSL-u na wiecu
- Krzysztof Franieczek – akowiec
- Andrzej Gałła – chłop
- Jacek Gudejko – subiekt
- Mieczysław Janowski – ubek
- Stanisław Jaskułka – ksiądz
- Eugeniusz Karczewski – Kijak
- Ireneusz Kaskiewicz – kierownik tartaku
- Bernard Krawczyk – chłop
- Witold Kopeć – subiekt
- Ryszard Kotys – Terpichowski, komendant posterunku MO
- Mirosław Kulesza – ubek
- Krzysztof Kursa – ormowiec
- Lech Mackiewicz – akowiec
- Paweł Nowisz – Walczak
- Jacek Sas-Uhrynowski – ORMO-wiec Komorowski
- Zbigniew Suszyński – narzeczony Danki
- Stefan Paska – sołtys
- Janusz Nowicki – PPS-owiec
- Ryszard Radwański – kierowca willisa
- Edward Żentara – Polsner

## Nagrody i nominacje
- FPFF w Gdańsku 1985
- Brązowe Lwy Gdańskie dla najlepszego aktora – Jan Jankowski
- Koszalińskie Spotkania Filmowe „Młodzi i Film”
- Nagroda publiczności dla najlepszego aktora – Jan Jankowski
- Nagroda Szefa Kinematografii dla Wojciecha Wójcika za rok 1985
- Nagroda Ministra Obrony Narodowej II stopnia dla Wojciecha Wójcika w 1988.